# Heimatwerk Sachsen
Im Oktober 1936 wurde auf Initiative des sächsischen Gauleiters Martin Mutschmann und der sächsischen Staatskanzlei das Heimatwerk Sachsen – Verein zur Förderung des sächsischen Volkstums e. V. gegründet. Die Ziele lagen in der Steuerung aller regionalkulturellen Bestrebungen in Sachsen und ihrer Nutzung für die politische Erziehung durch die NSDAP. Das „Heimatwerk Sachsen“ sollte im Gau Sachsen zur Identifikation mit dem NS-Staat anregen und bestand bis 1945. Es war ab 1937 Herausgeber der Zeitschrift Sachsen, die im Leipziger Verlag J. J. Weber erschien.

## Geschichte und Struktur

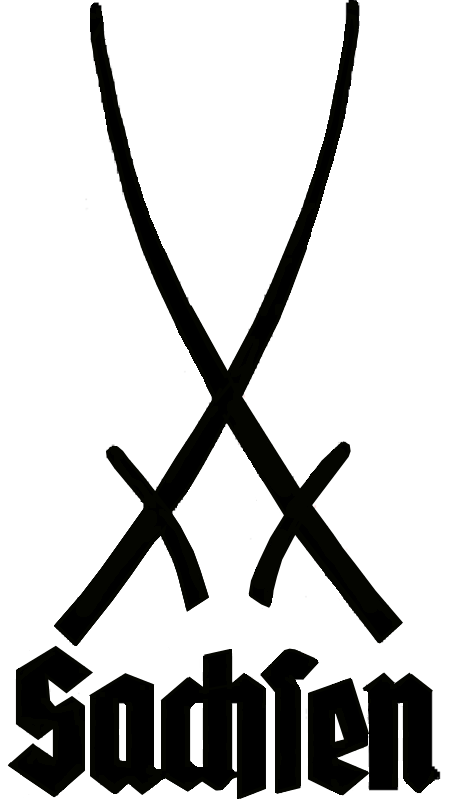
Sachsenzeichen des nationalsozialistischen Vereins Heimatwerk Sachsen (1936–1945), unter Verwendung der sächsischen Kurschwerter

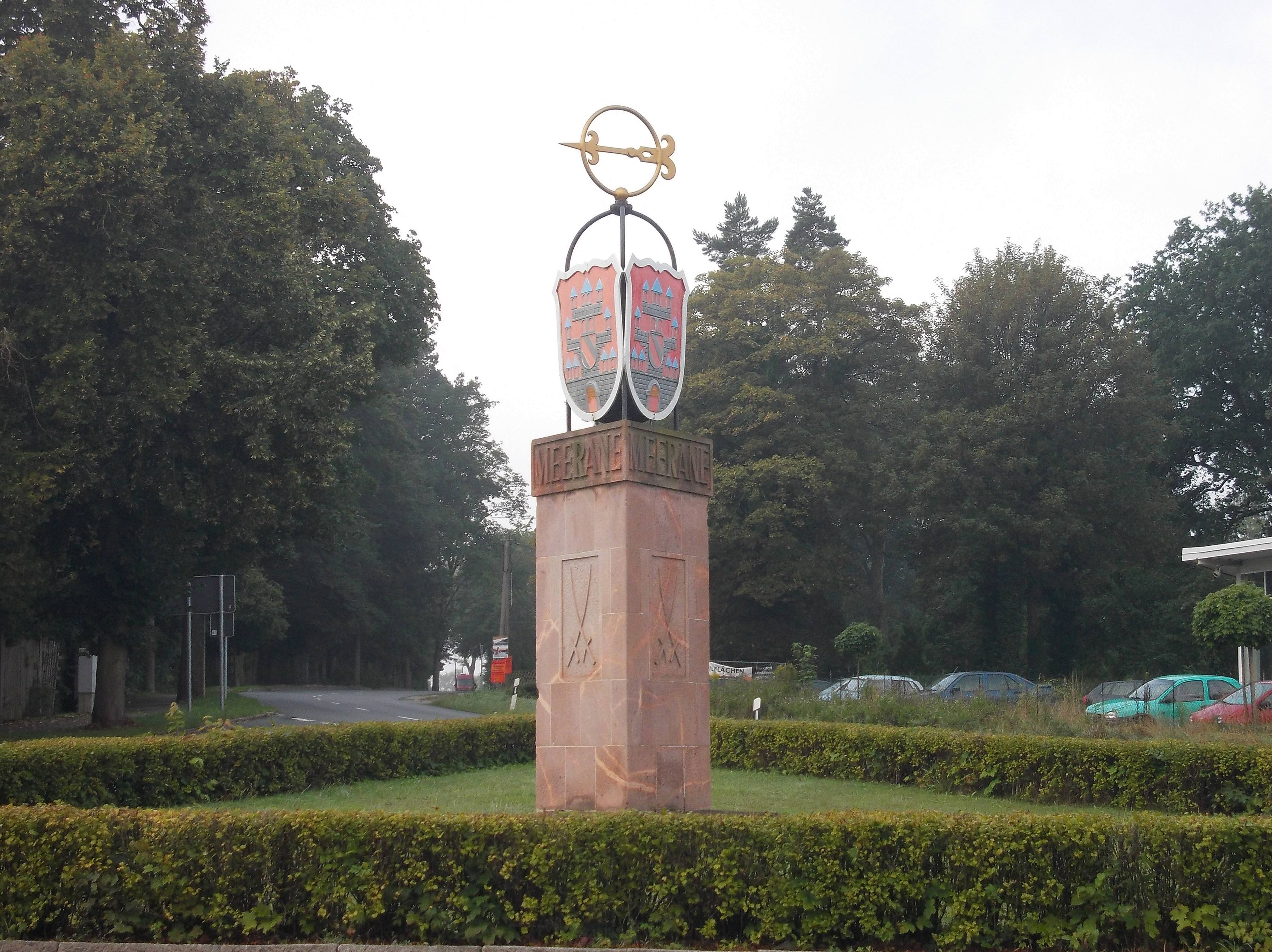
Ortseingangsstein des Heimatwerkes in Meerane mit den Kurschwertern

Das sächsische war das erste der deutschen Gauheimatwerke. 1936 konnten der Gau und das Land Sachsen kaum noch selbständige Kulturpolitik neben dem Reichspropagandaministerium und dem ihm unterstellten Gaupropagandaamt betreiben. Die Nachrichtenstelle der Staatskanzlei hatte unter Leitung Arthur Graefes bereits seit 1933 mit Öffentlichkeitsarbeit angefangen. Gauleiter Mutschmann übernahm die Landesregierung 1935 und engagierte sich bald in regionaler Kulturpflege, die zuvor die „Landesstelle für Volksforschung und Volkstumspflege“ des NS-Lehrerbundes, der „Sächsische Verband für Volkskunde“, die „Sächsische Kommission für Geschichte“, die „Landesbauernschaft Sachsen“, die sächsischen Landsmannschaften, einzelne Kommunen und Heimat-, Geschichts- und Wandervereine, der „Erzgebirgsverein“ oder der „Landesverein Sächsischer Heimatschutz“ betrieben. Das bisher gepflegte Sachsen-Bild wies folgende Elemente auf:
- Darstellung als traditionelles deutsches Grenzland und Brücke zu den Sudetendeutschen,
- Beschreibung als altgermanisches Siedlungsgebiet und der Obersachsen als optimale Blutsmischung aller deutschen Stämme
- Reichstreue
- Bedeutung für den Aufstieg der NS-Bewegung
- landschaftliche Schönheit
- wirtschaftliche und kulturelle Stellung
- Bedeutung für die Entwicklung der deutschen Hochsprache. Mäßige Kritik traf dabei den sächsischen Dialekt.

### Die Sachsenaktion
Neue Akzente wurden sichtbar, als im April 1936 die „Sachsenaktion“ begann, um die angebliche Herabsetzung Sachsens zu bekämpfen, für die die „Sachsenkomiker“ die Verantwortung trügen, die angeblich den sogenannten „sächsischen Dialekt“ erst erfänden, um Sachsen vor aller Welt lächerlich zu machen. Die „Sachsenaktion“ und ab Oktober 1936 das „Heimatwerk Sachsen“ forderten die Ausschaltung der „Sachsenkomiker“, eine bessere Werbung für Sachsen im Deutschen Reich, die Sprecherziehung zur deutschen Hochsprache und die Erziehung der Sachsen zu Heimatstolz, um das Ansehen Sachsens unter den anderen Deutschen zu heben, zur nationalsozialistischen Erziehung beizutragen und alle Sachsen zur Unterstützung des Aufbaus gewinnen. Die sogenannte „Bliemchenliteratur“ der „Sachsenkomiker“, wie z. B. die der sächsische Mundartdichterin Lene Voigt, wurde aus öffentlichen sächsischen Bibliotheken verbannt und sie durfte nicht mehr öffentlich publizieren, mit der Begründung der Geringschätzung der Sachsen in der „jüdisch-marxistischen Literatur“. Kabarettisten wurde angeraten, in ihren Programmen keine Sachsenwitze mehr zu machen.

### Die Dachorganisation
Am 2. Oktober 1936 entstand das „Heimatwerk Sachsen“ als Dachorganisation aller regionalkulturellen Aktivitäten in Sachsen. Die formale Gründung machte es möglich, im Vorfeld der NSDAP (mit eigener Kasse) zu agieren. Während der Vorsitzende Friedrich Emil Krauß nur repräsentative Aufgaben wahrnahm, lag die eigentliche Führung des „Heimatwerks“ bei Graefe und dem Leiter der Staatskanzlei Curt Robert Lahr. Die weiteren Organe waren ein Engerer und ein Weiterer Beirat, Volkstums-, Kreis- und Ortsbeauftragte sowie Fachreferate. Die Beiräte, in denen verschiedene Gauämter, NSDAP-Gliederungen, Bildungseinrichtungen, Fremdenverkehrsorganisationen und die regionalen Vereine und Verbände vertreten waren, dienten der Unterordnung unter die „Heimatwerk“-Zentrale in Dresden. Die Volkstums-, Kreis- und Ortsbeauftragten als ausführende Organe des „Heimatwerks“ waren nahezu identisch mit den jeweiligen Kreis- und Ortsgruppenleitern der NSDAP. Nach einer Aufbauphase 1936/37 trat das Heimatwerk seit 1937 hauptsächlich mit Ausstellungen („Feierohmd“-Schau in Schwarzenberg/Erzgeb. 1937, „Schneeberger Weihnachtsschau“ 1938, „Große Männer Sachsens im Bild“ und „Kein schöner Land ...“ 1939), einem breiten Publikationsprogramm, Preisausschreiben und der Sprecherziehung der sächsischen Bevölkerung hervor. Selbst während des Krieges wurde sie noch ausgebaut bis zur Errichtung des „Sprachamtes Sachsen“ im April 1942 unter der Leitung des „Heimatwerk“-Mitarbeiters Georg Hartmann. Der Annaberger Lehrerausbilder Max Günther kümmerte sich um die Volkskunst und das Kunsthandwerk im Erzgebirge. Auch der Meißener Oberbürgermeister Karl Hans Drechsel war zentral an der Gründung des Heimatwerkes beteiligt.

### Das Sachsenzeichen
Als „Sachsenzeichen“ verwendete das Heimatwerk die alten sächsischen Kurschwerter, analog zum Markenzeichen des Meißner Porzellans. In Drucken waren die Schwerter meist in Grün ausgeführt. Laut dem Leiter der Nachrichtenstelle der sächsischen Staatskanzlei und Geschäftsführer des Heimatwerkes, Arthur Graefe, seien die Schwerter ein „Symbol des wehrhaften, werteschaffenden Grenzlandes“ sowie von „Kultur und Wertarbeit“.
Die fünf Volkstumsbeauftragten im Engeren Beirat des Heimatwerkes Sachsen waren: NSDAP-Kreisleiter Werner Vogelsang (Erzgebirge), Kreisleiter Hans Reiter (Lausitz), Kreisleiter Martin Jordan (Vogtland), Kreishauptmann Walter Dönicke (Osterländisch-Leipziger Bezirk) und Kreisleiter Hans Drechsel (Meißnisch-Dresdner Bezirk).
Joseph Goebbels versuchte 1942 mit dem NS-Volkskulturwerk erneut, alle regionalen Kulturorganisationen zu zentralisieren, doch konnte Mutschmann seinen Mitarbeiter Graefe als Leiter des NS-Volkskulturwerks in Sachsen installieren. Aus Rücksicht auf die lokalen Kooperationspartner lief die „Volkstumsarbeit“ des „Heimatwerks Sachsen“ am Ende auf eine wahllose Förderung aller regionalkulturellen Aktivitäten hinaus.